# Цвинтар Монпарнас
Цвинтар Монпарна́с (фр. Cimetière du Montparnasse) — один з найвідоміших цвинтарів Парижа. Розташований в південній частині міста, в районі Монпарнас (14-й муніципальний округ). Засновано в 1824 році на місці колишніх ферм, спочатку називалося «Південний цвинтар».

## Визначні діячі, поховані на цвинтарі

### Політичні діячі
- Шапур Бахтіяр, прем'єр-міністр Ірану
- Порфіріо Діас, президент Мексики
- Поль Дешанель, президент Франції у 1920
- Симон Петлюра, Головний отаман Армії УНР, голова Директорії УНР

### Письменники
- Теодор де Банвіль, поет, драматург
- Семюел Беккет, прозаїк і драматург
- Алоїзіус Бертран, поет
- Сімона де Бовуар, письменниця і філософ
- Шарль Бодлер, поет
- Поль Бурже, письменник
- Сесар Вальєхо, перуанський поет, бунтар і новатор
- Серж Генсбур, поет і бард
- Жоріс-Карл Гюїсманс, письменник
- Робер Деснос, поет, письменник і журналіст
- Марґеріт Дюрас, письменниця
- П'єр Жан Жув, поет, прозаїк, есеїст, перекладач.
- Сьюзен Зонтаґ, письменниця, есеїст, літературний і художній критик
- Ежен Йонеско, письменник
- Хуліо Кортасар, письменник
- Моріс Леблан, письменник
- П'єр Луї, письменник
- Гі де Мопассан, письменник
- Жан-Поль Сартр, письменник
- Анрі Труайя, письменник
- Леон-Поль Фарг, письменник
- Манес Шпербер, письменник
- Трістан Тцара, поет румунсько-єврейського походження
- Еміль Чоран, румунський і французький мислитель-есеїст

### Художники
- Адольф Вільям Бугро, живописець
- Жан Жиро, художник — ілюстратор
- Хаїм Сутін, художник
- Старицька Анна Георгіївна, українська й французька художниця
- Анрі Фантом-Латур, художник
- Жизель Фройнда, фотохудожник
- Жорж Воленскі, карикатурист

### Актори
- Франсуаза Арнуль, акторка
- Філіпп Нуаре, актор
- Серж Реджіані, актор і співак
- Дельфін Сейріг, акторка
- Джин Сіберг, акторка

### Інші
- Олександр Алехін, шахіст
- Раймон Арон, філософ, політолог, соціолог і публіцист
- Фредерік Бартольді, скульптор, автор Статуї Свободи
- Поль Відаль де ла Блаш, вчений георгаф
- Жан Бодрійяр, культуролог і філософ-постмодерніст
- Брассай, фотограф
- Константин Бринкуш, скульптор
- Антуан Бурдель, скульптор
- Анна Вяземські, акторка, режисерка та письменниця
- Шарль Гарньє, архітектор, творець оперного театру в Парижі
- Жан Антуан Гудон, скульптор
- Еме-Жуль Далу, скульптор
- Альфред Дрейфус, офіцер
- Еміль Дюркгейм, мислитель, соціолог
- Жуль Дюмон-Дюрвіль, географ
- Франсуа Жерар, історик і художник
- Едгар Кіне, історик
- Гаспар-Гюстав Коріоліс, математик, інженер і вчений
- Антуан Огюст Курно, економіст, філософ і математик
- Шарль Луї Альфонс Лаверан, фізіолог
- П'єр Ларусс, енциклопедист
- Бальтасар Лобо, іспанський скульптор
- Анрі Лоран, скульптор
- Гастон Масперо, єгиптолог
- Поль Місракі, композитор
- Жорж Орік, композитор
- Адольф Пегу, піонер авіації
- Моріс Піала, кінорежисер
- Анрі Пуанкаре, математик
- Жан П'єр Рампаль, флейтист
- Жан-Франсуа Ревель, філософ, письменник, журналіст
- Ів Робер, режисер
- Ерік Ромер, кінорежисер
- Ман Рей, художник-сюрреаліст
- Франсуа Рюд, скульптор
- Шарль Оґюстен Сент-Бев, літератор
- Каміль Сен-Санс, композитор
- Андре Сітроен, засновник автомобільної компанії
- Жерар Урі, кінорежисер-комедіограф
- Ернест Фламмаріон, видавець
- Сезар Франк, композитор
- Клара Гаскі, піаністка
- Осип Цадкін, скульптор

## Галерея

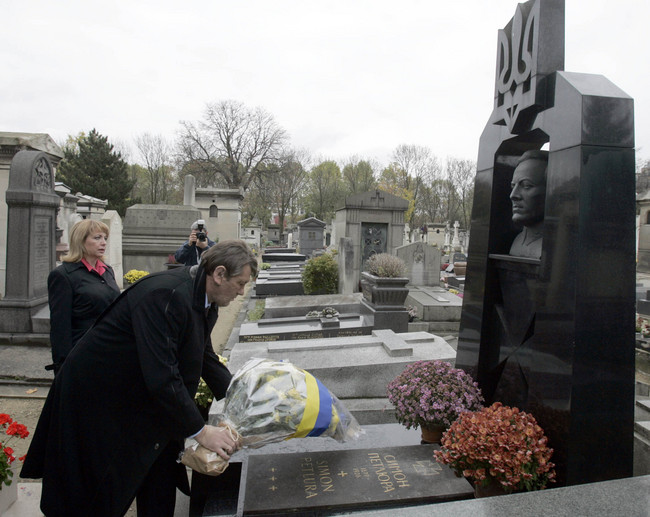
Президент Ющенко покладає квіти до могили Симона Петлюри
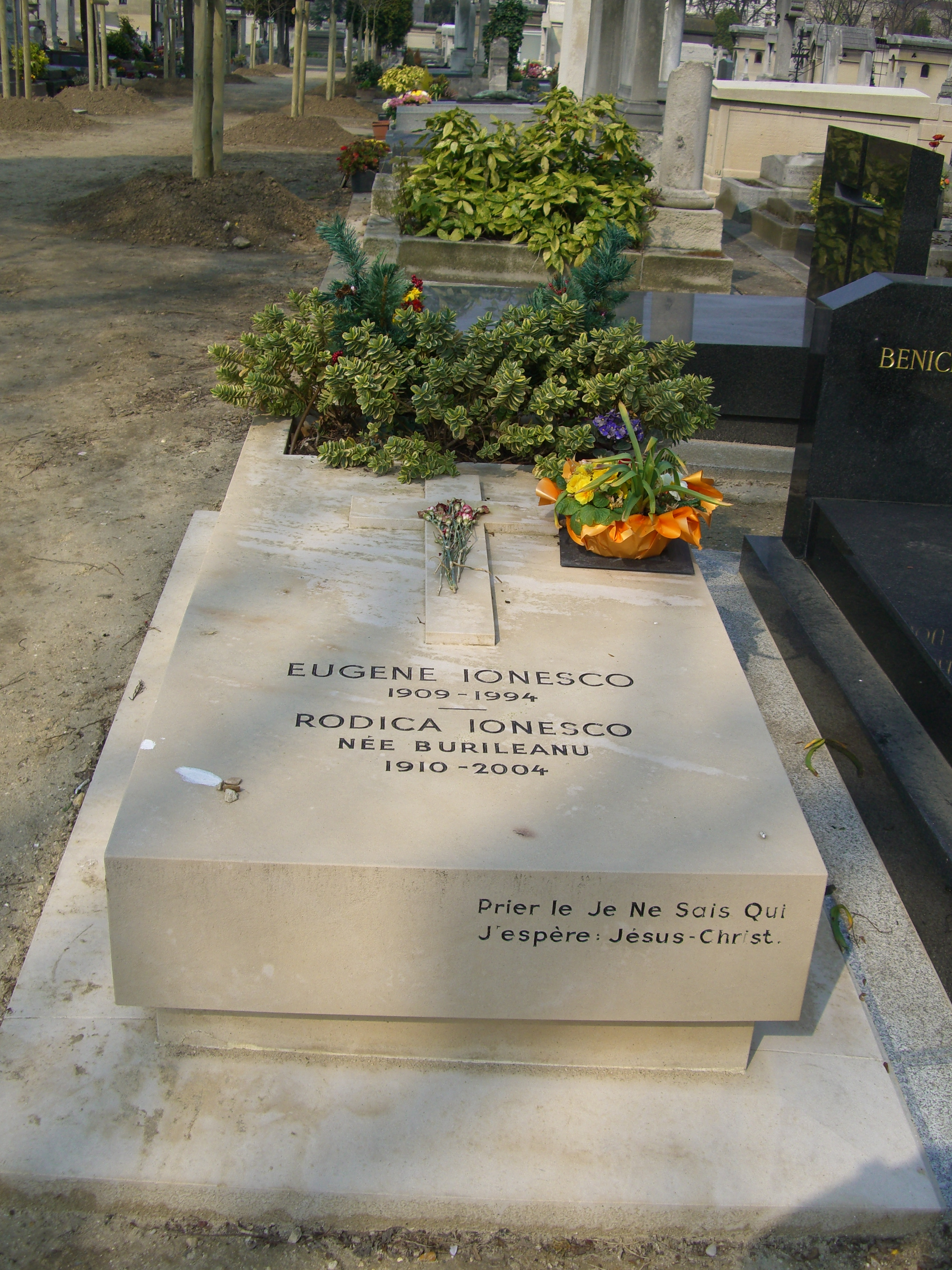
Могила Ежена Йонеско
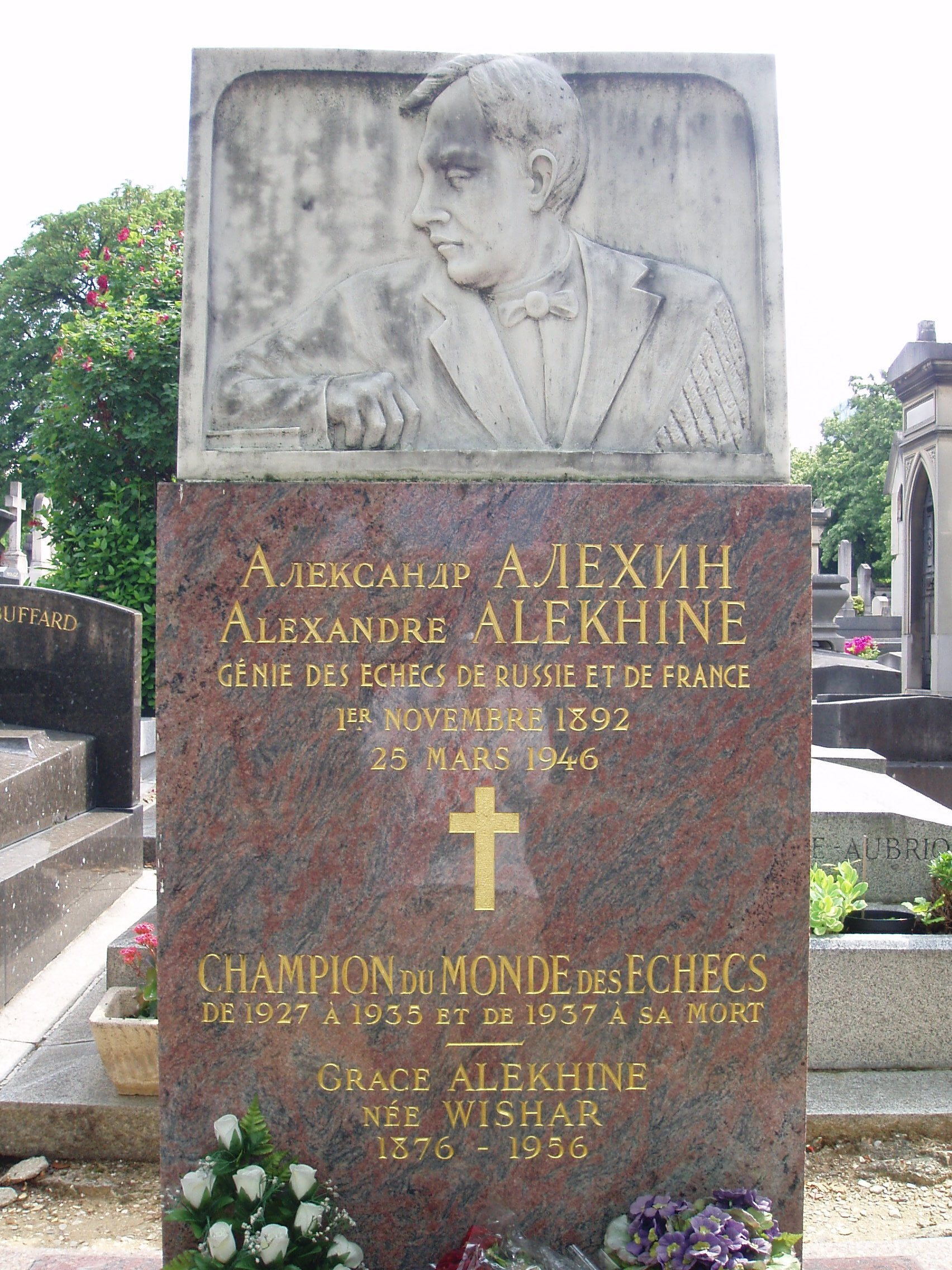
Могила Олександра Альохіна
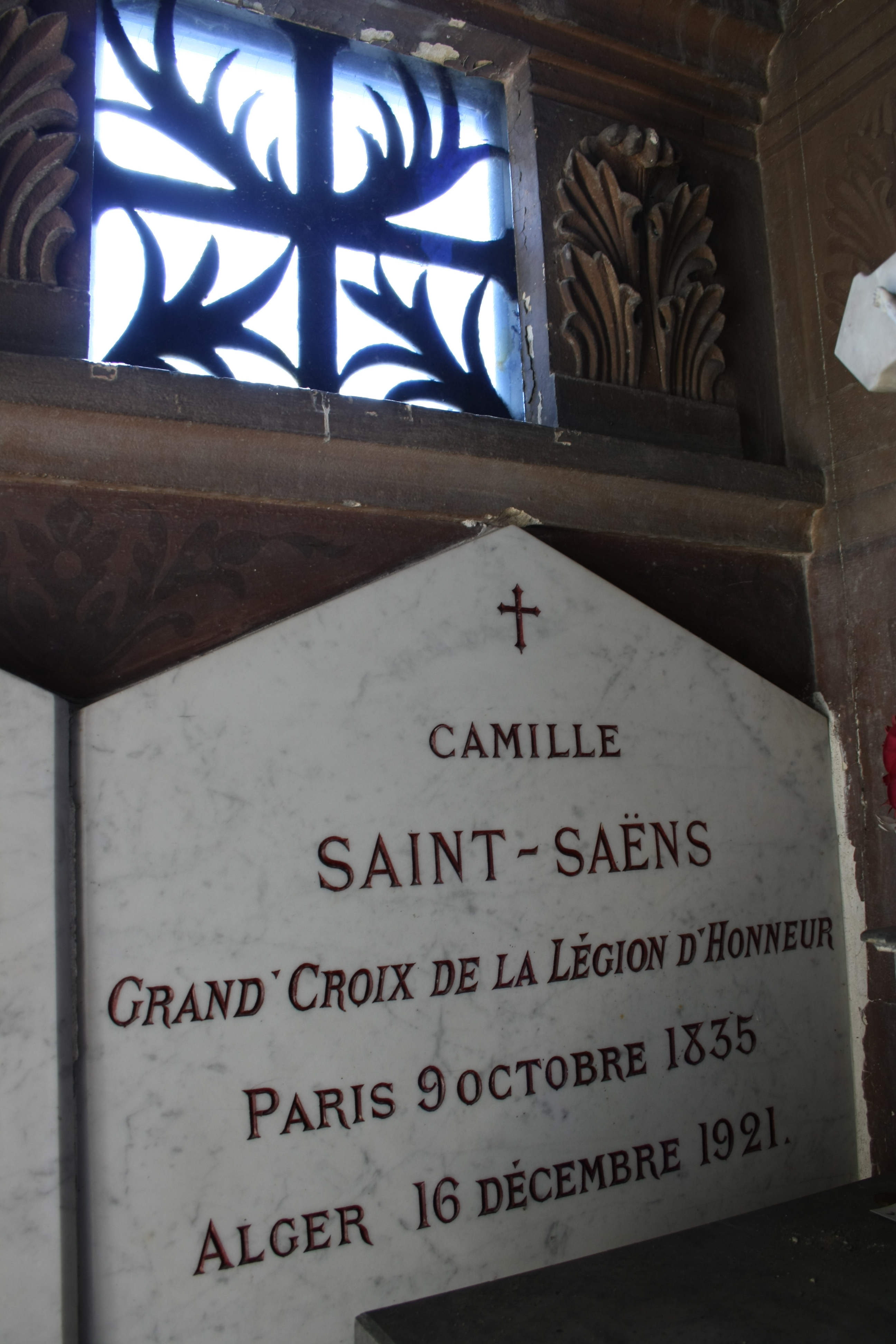
Могила Каміля Сен-Санса
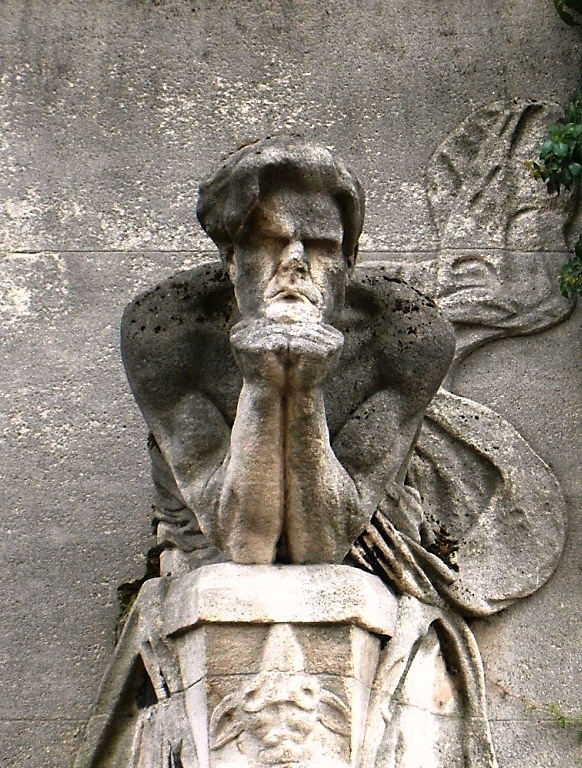
Скульптура на могилі Бодлера
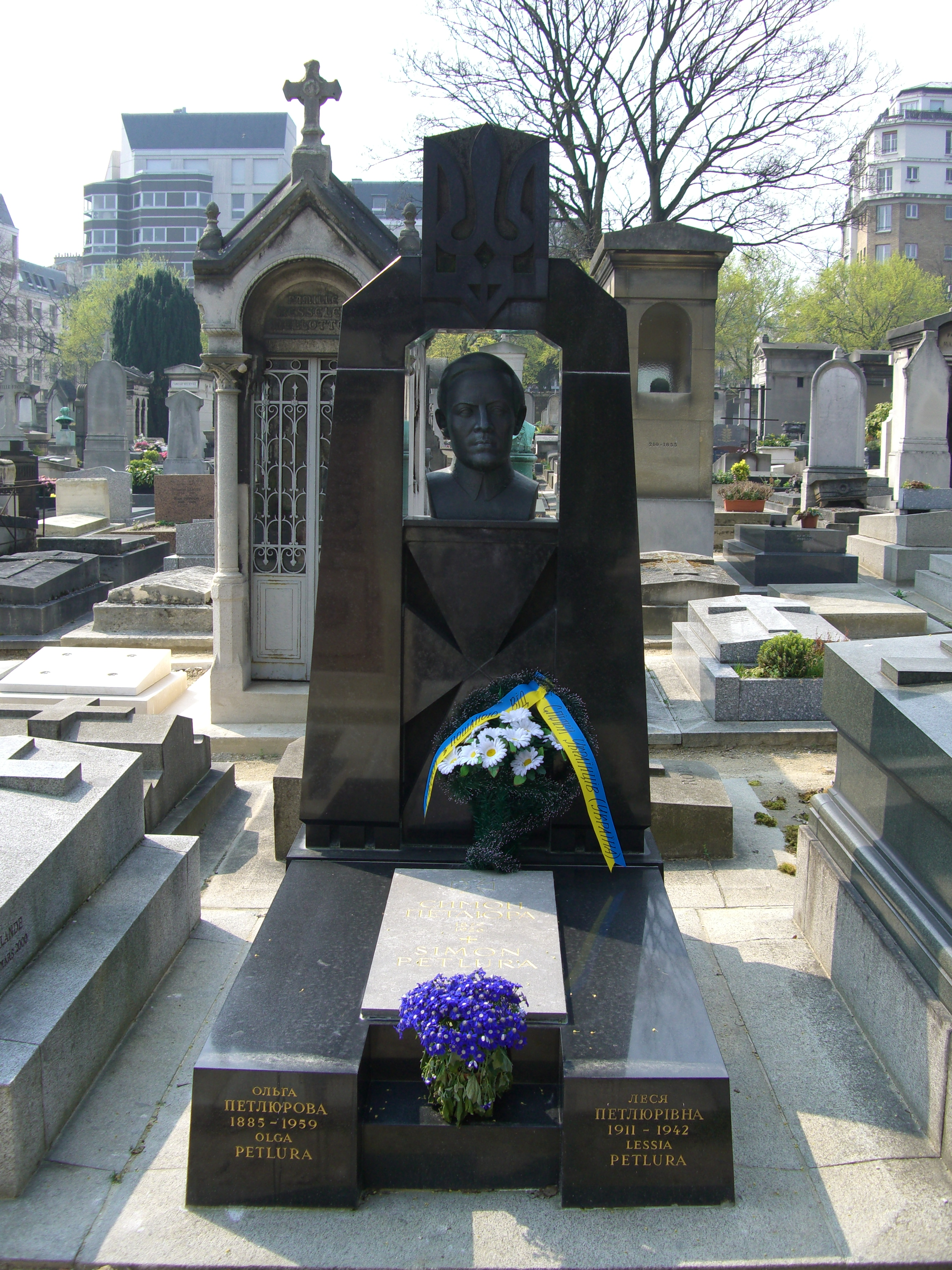
Могила Симона Петлюри
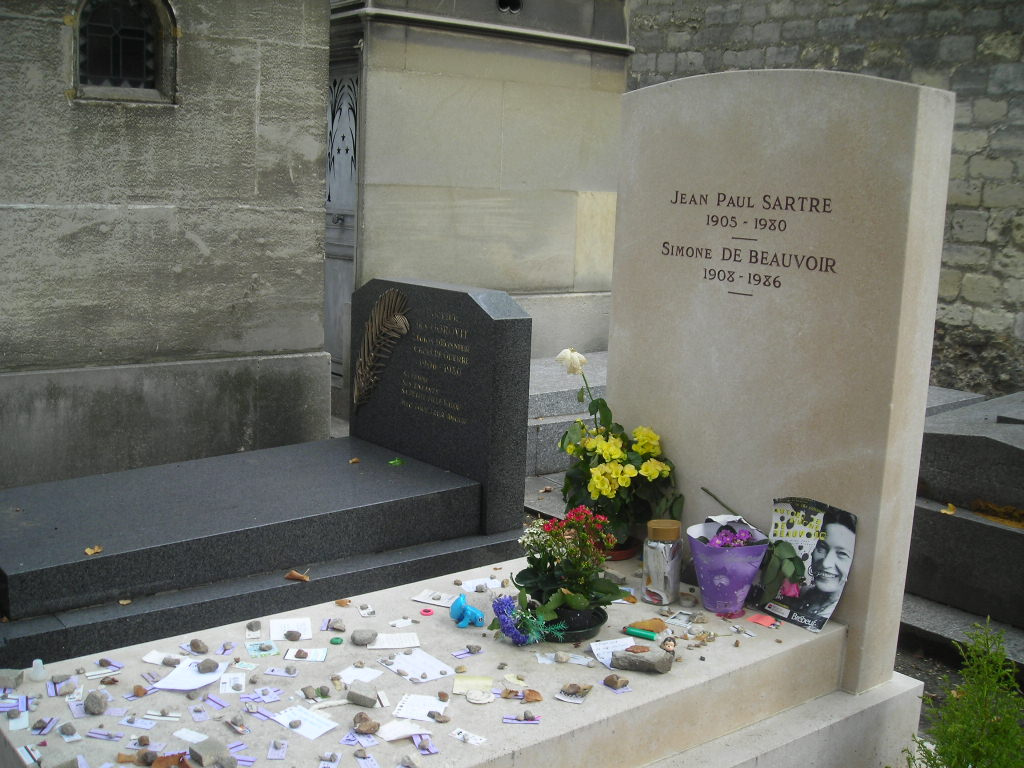
Могила Жана-Поля Сартра та Сімони де Бовуар
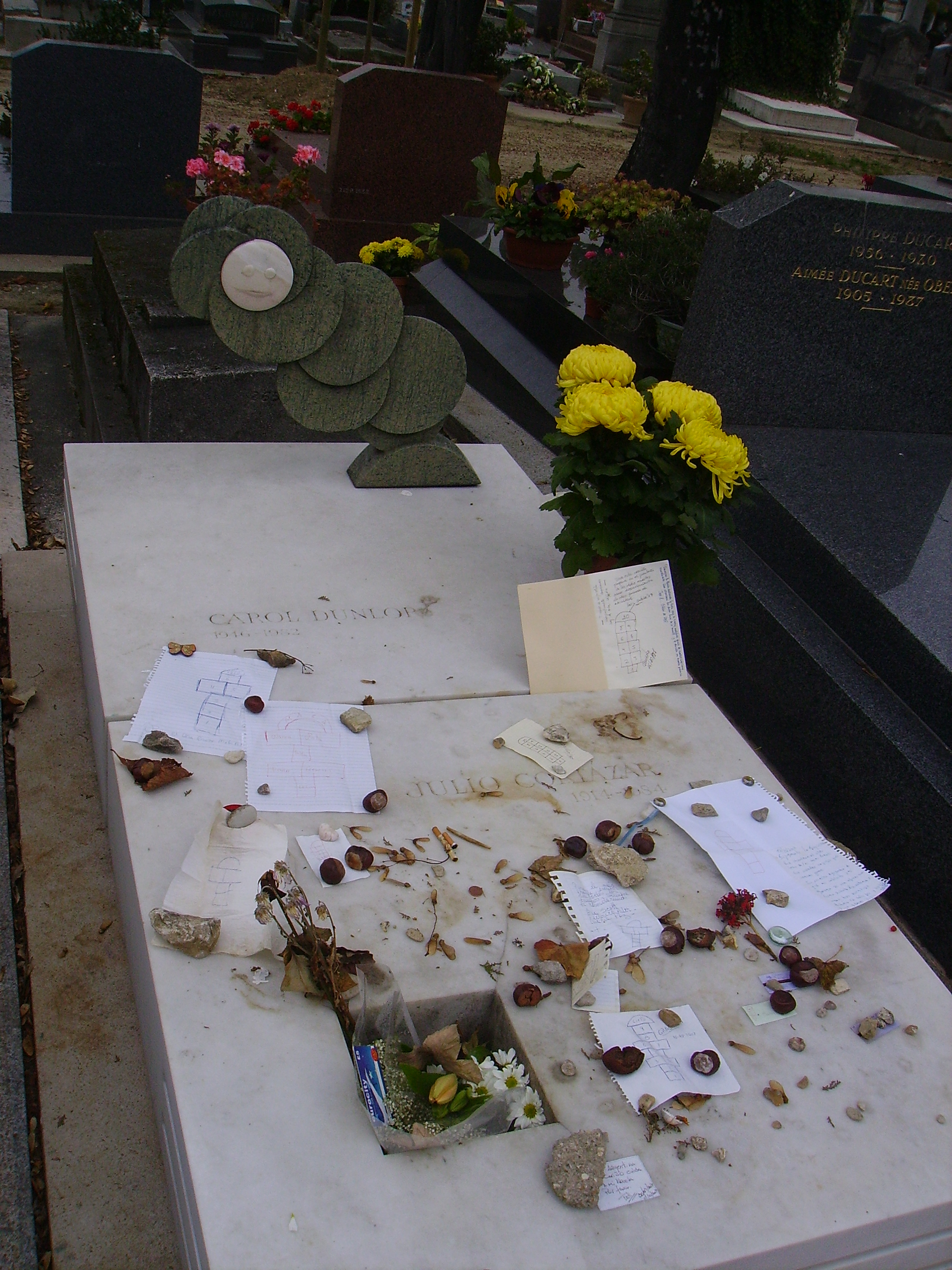
Могила Хуліо Кортасара
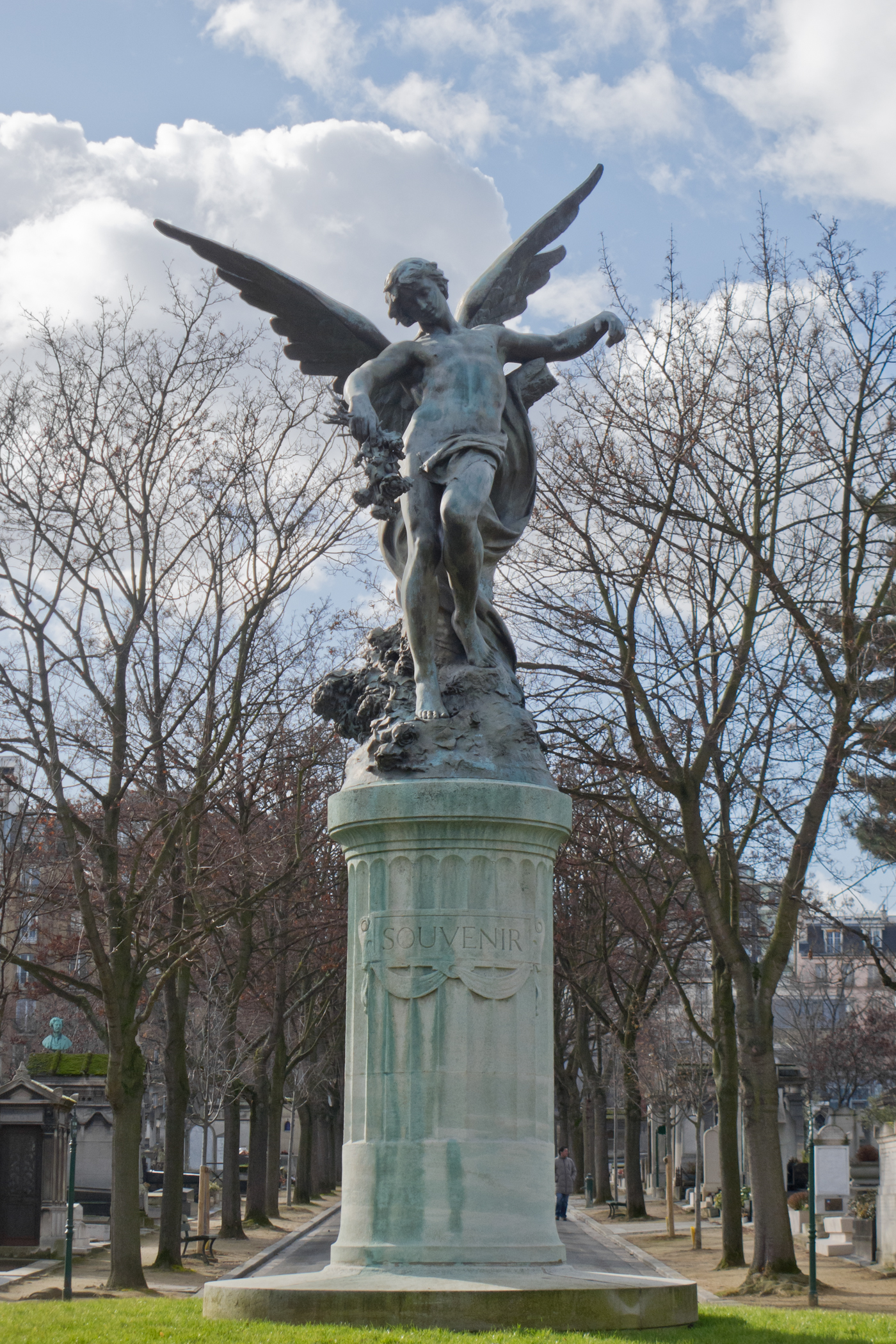
Геній вічного сну